# Kolhufushi (Noonu-atol)
Kolhufushi is een van de onbewoonde eilanden van het Noonu-atol behorende tot de Maldiven.